# Wuruma Reservoir
Das Wuruma Reservoir ist ein Stausee im Südosten des australischen Bundesstaates Queensland. Er liegt am Nogo River, einem Nebenfluss des Burnett River und dient der Bewässerung und der Vorhaltung von Trinkwasser für die Städte Eidsvold, Mundubbera und Gayndah.
SunWater, der Betreiber des Stausees, führt gerade ein Programm zur Erhöhung des Stauvolumens durch, um die neuen gesetzlichen Vorschriften zur Staudammsicherheit einzuhalten. Langfristig soll der Auslauf nach oben verlegt werden.

## Sportfischerei
Zum Fischen benötigt man eine besondere Erlaubnis (Stocked Impoundment Permit).